# North American BT-9
Il North American BT-9 fu un aereo da addestramento biposto, monomotore e monoplano ad ala bassa sviluppato dall'azienda aeronautica statunitense North American Aviation negli anni trenta.
Contemporaneo del Boeing-Stearman Kaydet a velatura biplana, venne utilizzato dagli allievi piloti dell'United States Army nell'addestramento al volo dopo che avevano completato la prima fase a bordo del Kaydet, rimanendo in servizio dal periodo prebellico a dopo l'entrata degli Stati Uniti nella seconda guerra mondiale.
Il similare BT-10 venne adottato anche dall'United States Navy con la designazione NJ-1.

## Storia del progetto
Nei primi anni trenta lo U.S. Army considerò l'opportunità di dotarsi di un nuovo modello per sostituire gli oramai anziani biplani da addestramento e per soddisfare tale esigenza la North American avviò lo sviluppo del NA-16 che si può considerare il capostipite di una fortunata serie di varianti derivate. Proposto come addestratore basico per i reparti degli United States Army Air Corps, riuscì ad ottenere un contratto di fornitura ma relativo ad un modello modificato, che l'azienda indicò come NA-18. Riproposto alla valutazione del personale dell'esercito, il prototipo che volò per la prima volta nell'aprile 1936, ottenne nuovamente parere favorevole venendo avviato alla produzione con la designazione aziendale NA-19 e con quella assegnata dall'U.S. Army, BT-9.
Il modello presentava parte della cellula rivestita di tela trattata, nella parte laterale posteriore della fusoliera, così come nell'ala e superfici di controllo dell'impennaggio, mentre il resto del velivolo era ricoperto in metallo, inoltre era caratterizzato dall'adozione di un carrello d'atterraggio triciclo posteriore fisso. L'USAAC acquistò un totale di 199 esemplari tra le versioni BT-9, BT-9A e BT-9B. Molte nazioni straniere adottarono inoltre varianti del modello indicate in tutti i casi con la designazione NA-16.
Una prima variante venne realizzata abbinando la cellula del BT-9C s/n 37-383 ad un motore radiale Pratt & Whitney R-1340-41 da 600 hp, rimanendo comunque simile agli altri BT-9C di produzione. Consegnato con la designazione Y1BT-10 venne in seguito ridesignato BT-10.
Il BT-9D fu un prototipo realizzato per provare diverse soluzioni tecniche da trasferire alla versione evoluta BT-14 (NA-58) in fase di produzione, che assieme al simile North American NA-64 Yale rappresentò un notevole miglioramento aerodinamico dei velivoli derivati dal NA-16, adottando fusoliera completamente in metallo che sostituiva quella ricoperta in tessuto che caratterizzava i precedenti modelli. Il BT-14 era equipaggiato con un diverso propulsore, seppur dalla stessa architettura a 9 cilindri radiale, un Pratt & Whitney R-985 invece del Wright R-975 utilizzato nel BT-9. Oltre alla sostituzione del rivestimento in tessuto della fusoliera, la deriva venne spostata leggermente all'indietro, allungando la fusoliera posteriore, mentre il motore fu spostato in avanti per mantenere il baricentro. Venne inoltre adottato un timone dal diverso disegno, passando dalla forma arrotondata di quello usato in precedenza a uno dalla forma approssimativamente triangolare, con la parte più ampia verso il basso, e un nuovo tettuccio. La nuova fusoliera sarebbe poi stata impiegata come standard per tutta la serie AT-6, in abbinamento al più potente motore Pratt & Whitney R-1340, ad una nuova ala che integrava il carrello retrattile e piccole modifiche per consentire una postazione per il mitragliere.
Il BT-9 soffriva di problemi di stallo aerodinamico e di entrata in vite, vennero quindi pianificati alcuni interventi al fine di risolvere i problemi, temporaneamente ovviati introducendo su iniziativa dell'USAAC degli ipersostentatori nelle ultime versioni prodotte. Tuttavia la modifica non era risolutiva e solo le differenze introdotte nel progetto del BT-14, con la sua fusoliera allungata e il diverso disegno in pianta dell'ala, con estremità spostate in avanti a differenza del bordo di uscita dritto del BT-9, riuscirono a migliorare la situazione.

## Versioni

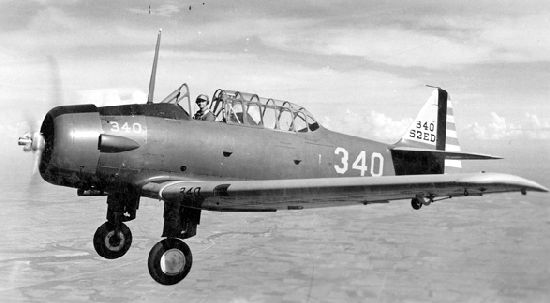
BT-14

tratte dal sito Warbird Alley
NA-16
prototipo, realizzato in un esemplare.
NA-18
modello di preproduzione, realizzato in un esemplare.
North American BT-9
versione da addestramento primario non armato destinato all'USAAC, realizzata in 42 esemplari.

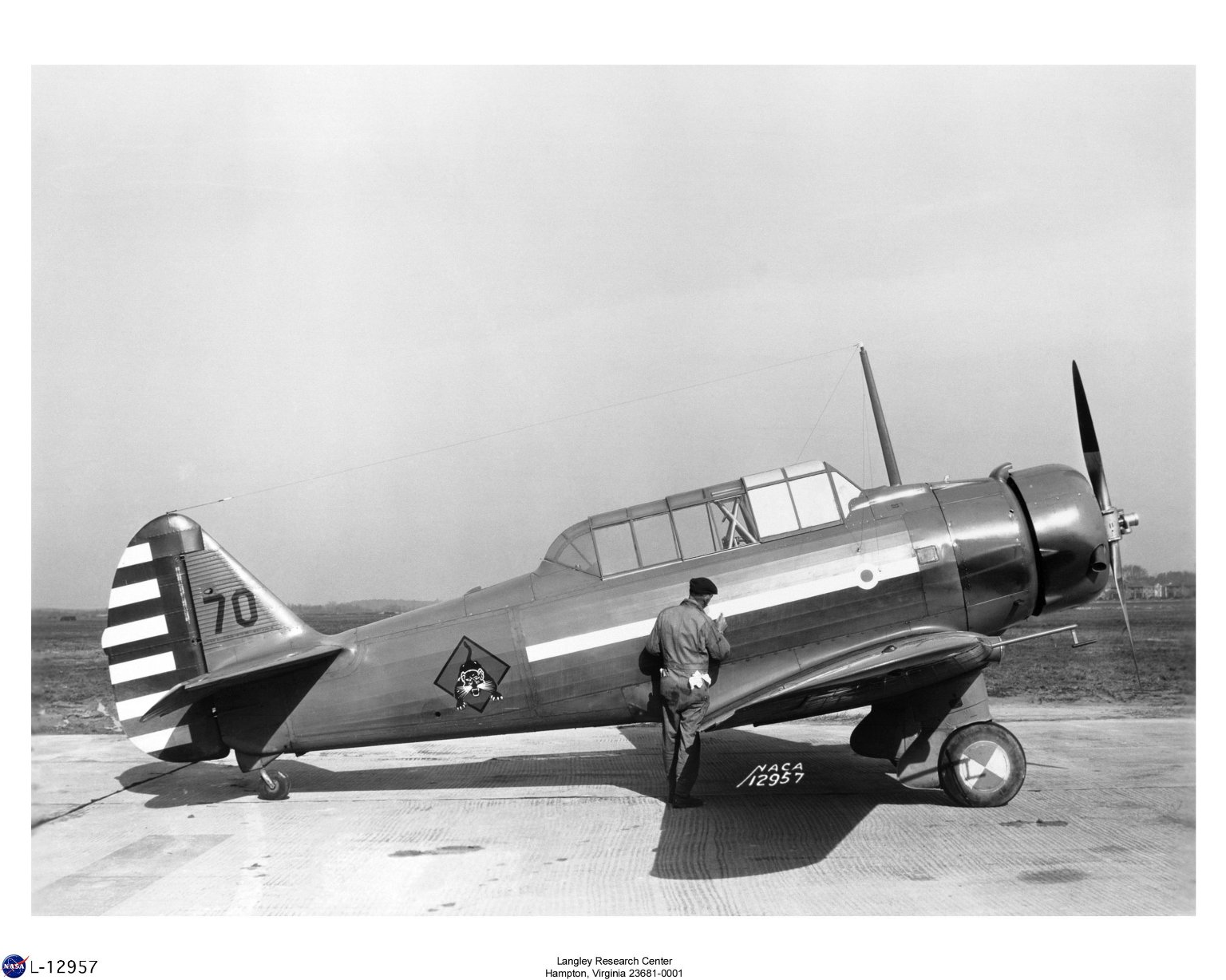
Un BT-9A a Langley.

North American BT-9A
versione armata, equipaggiata con una coppa di mitragliatrici calibro 0.30 in (7,62 mm), realizzata in 40 esemplari.
North American BT-9B
versione migliorata priva di armamento, realizzata in 117 esemplari.
North American BT-9C
simile al BT-9B con alcune differenze nell'equipaggiamento, realizzata in 97 esemplari.
North American BT-9D
prototipo, esemplare impiegato per lo sviluppo del BT-14, realizzato in un esemplare.
North American Y1BT-10 & BT-10
prototipo, cellula di un BT-9C rimotorizzata con un R-1340-41 da 600 hp, realizzato in un esemplare.
North American NJ-1
designazione della versione da addestramento primario non armata destinato all'US Navy, equipaggiata con un motore radiale Pratt & Whitney R-1340 da 600 hp (447 kW), 40 esemplari consegnati.
North American YBT-14
ridesignazione del BT-9D come prototipo del BT-14.
North American BT-14
Variante evoluta in dotazione all'USAAC, caratterizzata da una fusoliera allungata totalmente metallica e pannelli esterni delle ali in comune con il T-6, equipaggiato con un radiale Pratt & Whitney R-985-25 da 450 hp (336 kW), 251 esemplari consegnati.
North American BT-14A
designazione assegnata ai BT-14 rimotorizzati con il radiale Pratt & Whitney R-985-11 da 400 hp (298 kW), conversione di 27 esemplari.

## Utilizzatori
Stati Uniti
- United States Army Air Corps (prima del giugno 1941)
- United States Army Air Forces (dopo giugno 1941)
- United States Navy

## Esemplari attualmente esistenti
BT-9
- Museo del Aire de Honduras esposto nelle strutture museali all'interno dell'Aeroporto Internazionale Toncontín - BT-9C esportati all'Honduras come NA-16-2A

BT-14
- Non esistono più esemplari originali, tuttavia diversi Yale sono stati dipinti o parzialmente modificati come BT-14:[3]
- Commemorative Air Force - esemplare ex RCAF Yale 3450 restaurato allo standard BT-14.
- National Museum of the United States Air Force - esemplare ex RCAF Yale 3417 esposto come BT-14.